# Claus Blume
Claus Blume (* 1958 in Seesen) ist ein deutscher Medienkünstler, Regisseur und Autor.

## Leben
Blume studierte Freie Kunst an der HBK Braunschweig (Film und Video, 1980–1986) und war Meisterschüler bei Büttenbender. Seit 1992 ist er freier TV-Regisseur und Autor. Er lebt in Bayern und in Niedersachsen.
Zu seinen bekanntesten Werken zählen die Videos Kniespiel I - III, in denen aus Videomaterial bayerischer Volkstanzgruppen durch am Ton orientierten Schnitt ein rasantes Cut-up entsteht. Im Jahr 1989 war Blume in der 9. Ausgabe des Videokunst-Magazins Infermental vertreten.

## Künstlerische Arbeiten / Projekte (Auswahl)
Videos 
- Eclipse 1984
- borderline 1984
- touch screen 1986
- Pictomotion 1986
- Kniespiel I - III 1988–1989[2]
- eins, zwei, drei, vier 1992
- Wer war Claus Blume 1995
- REMIX 1998
- The Art of Sports 1998
- je suis de tout mon coeur 2005/2006
- Salzburg Souvenir 2006
- Quanto 2010
- Touch Screen 2 2018

 Videoinstallation 
- Telespiel 1 1984
- touch screen Installation 1986
- Hommage á I.B. 1992
- media symbol 1995
- ensemble 5 2000

 Performance 
- 365 - Performance Tag für Tag 1987
- Die Prospektoren 1987
- Under Cover 1987
- Under Cover II 1988
- Der perfekte Narziss 2006
- Ist das der König? 2006

 Webprojekte 
- Das Lederhosenmuseum 1997
- videoart 1998

## Ausstellungen
- 2012: Kunst im Tunnel (Düsseldorf): Gruppenausstellung Bilder gegen die Dunkelheit. Videokunst aus dem Archiv des imai im KIT